# Javier de Pedro
Pour les articles homonymes, voir Falque.
Francisco Javier De Pedro Falque, dit Javi De Pedro est un footballeur espagnol né le 4 août 1973 à Logroño, La Rioja (Espagne). Il a été l'ailier gauche emblématique de la Real Sociedad. Il mesure 1,80 mètre.

## Carrière
- 1992-1993 : Real Sociedad B  Espagne
- 1993-2004 : Real Sociedad  Espagne
- 2004 : Blackburn Rovers  Angleterre
- 2005 : Perugia  Italie
- 2005-2006 : IFK Göteborg  Suède
- 2006 : PAE Ergotelis Héraklion  Grèce
- 2006-2007 (jan) : Burgos CF  Espagne
- 2007 : CD Vera  Espagne

- 12 sélections en équipe d'Espagne pour 2 buts, participation à la Coupe du monde 2002 au Japon et en Corée du Sud
- International basque

- première sélection : Espagne 1 - 0 Russie, le 23 septembre 1998 à Grenade
- premier match en Pro : Real Sociedad - UE Lleida, le 7 novembre 1993

- 325 matchs pour 52 buts avec la Real Sociedad, dont 304 matchs et 45 buts en Primera Liga.